# Stars Dance Tour
A Stars Dance Tour foi a  primeira turnê mundial solo da atriz e cantora estadunidense Selena Gomez, criada para promover o seu primeiro álbum de estúdio em carreira solo, Stars Dance. O evento se iniciou em 14 de agosto de 2013, no Canadá. A turnê foi a sua quarta turnê global e sua primeira turnê mundial solo, devido a separação do The Scene.

## Antecedentes
O espetáculo foi anunciado pela primeira vez por Selena Gomez no programa de rádio On Air with Ryan Seacrest. Ali mesmo, as datas na América do Norte foram divulgadas, com as vendas de ingressos estando disponíveis em seu site oficial no dia 20 de abril. Durante a entrevista, a artista falou de suas expectativas: "Será um show maior. Estou emocionada. Tenho estado dançando muito e só quero entreter as pessoas e estou super feliz".

## Setlist do Show
Act I - O Sonho / Abertura (vídeo interlude) (contém amostras de "Off the Chain", "Ghost of You" e "Bang Bang Bang")
1. "Bang Bang Bang"
2. "Round & Round"
3. "Like a Champion"
4. "B.E.A.T."  / "Work" (Iggy Azalea cover)

Act II - A Sala de Projeção (vídeo interlude)
1. "Stars Dance"
2. "Write Your Name"
3. "Birthday" / "Birthday Cake" (Rihanna cover)
4. "Love You Like a Love Song"

Act III - Eu Não Posso Controlar O Que Eles Pensam (vídeo interlude)
1. "Love Will Remember"
2. "Dream" (Priscilla Ahn cover)
3. "Royals" (Lorde cover)
4. "Who Says"

Act IV - A Vida Noturna (vídeo interlude) (contém amostras de "My Prerogative" de "Britney Spears")
1. "Whiplash"
2. "Naturally"
3. "Save the Day"
4. "Undercover"
5. "A Year Without Rain"

Act V - A Saída (vídeo interlude)
1. "Come & Get It"
2. "Slow Down"

Act I - O Sonho / Abertura (vídeo interlude) (contém amostras de "Off the Chain", "Ghost of You" e "Bang Bang Bang")
1. "Bang Bang Bang"
2. "Round & Round"
3. "Like a Champion"
4. "B.E.A.T."  / "Work" (Iggy Azalea cover)

Act II - A Sala de Projeção (vídeo interlude)
1. "Stars Dance"
2. "Roar" (Katy Perry cover)
3. "Write Your Name"
4. "Birthday" / "Birthday Cake" (Rihanna cover)
5. "Love You Like a Love Song"

Act III - Eu Não Posso Controlar O Que Eles Pensam (vídeo interlude)
1. "Love Will Remember"
2. "Dream" (Priscilla Ahn cover)
3. "Who Says"

Act IV - A Vida Noturna (vídeo interlude) (contém amostras de "My Prerogative" de "Britney Spears")
1. "Whiplash"
2. "Naturally"
3. "Save the Day"
4. "Undercover"
5. "A Year Without Rain"

Act V - A Saída (vídeo interlude)
1. "Come & Get It"
2. "Slow Down"

## Abertura
- Emblem3 (America do Norte)[2][3]
- Christina Grimmie (America do Norte)[2]
- Anton Ewald (Suécia)[4]
- The Vamps (Inglaterra)[5]
- Union J (Portugal)[6]
- Timeflies (Bélgica e França)[7]
- Xuso Jones (Espanha)

## Datas
| Data                      | Cidade           | País                   | Local                      |
| América do Norte          | América do Norte | América do Norte       | América do Norte           |
| ------------------------- | ---------------- | ---------------------- | -------------------------- |
| 14 de agosto de 2013      | Vancouver        | Canadá                 | Rogers Arena               |
| 16 de agosto de 2013      | Lethbridge       | Canadá                 | ENMAX Centre               |
| 17 de agosto de 2013      | Edmonton         | Canadá                 | Rexall Place               |
| 18 de agosto de 2013      | Saskatoon        | Canadá                 | Credit Union Centre        |
| 19 de agosto de 2013      | Winnipeg         | Canadá                 | MTS Centre                 |
| 22 de agosto de 2013      | Ottawa           | Canadá                 | Canadian Tire Centre       |
| 23 de agosto de 2013      | Montreal         | Canadá                 | Bell Centre                |
| 24 de agosto de 2013      | Toronto          | Canadá                 | Air Canada Centre          |
| Europa                    |                  |                        |                            |
| 30 de agosto de 2013      | Frederiksberg    | Dinamarca              | Falkoner Theatre           |
| 31 de agosto de 2013      | Estocolmo        | Suécia                 | Fryshuset                  |
| 1 de setembro de 2013     | Oslo             | Noruega                | Oslo Spektrum              |
| 3 de setembro de 2013     | Amsterdã         | Países Baixos          | Heineken Music Hall        |
| 4 de setembro de 2013     | Antuérpia        | Bélgica                | Lotto Arena                |
| 5 de setembro de 2013     | Paris            | França                 | Zénith de Paris            |
| 7 de setembro de 2013     | Londres          | Reino Unido            | Hammersmith Apollo         |
| 8 de setembro de 2013     | Londres          | Reino Unido            | Hammersmith Apollo         |
| 11 de setembro de 2013    | Lisboa           | Portugal               | Campo Pequeno              |
| 12 de setembro de 2013    | Madrid           | Espanha                | Palácio Vistalegre         |
| 14 de setembro de 2013    | Frankfurt        | Alemanha               | Jahrhunderthalle           |
| 16 de setembro de 2013    | Milão            | Itália                 | Alcatraz Club              |
| 17 de setembro de 2013    | Viena            | Áustria                | Wiener Stadthalle          |
| Asia                      |                  |                        |                            |
| 27 de setembro de 2013[A] | Dubai            | Emirados Árabes Unidos | Trade Centre Arena         |
| América do Norte          |                  |                        |                            |
| 10 de outubro de 2013     | Fairfax          | Estados Unidos         | Patriot Center             |
| 11 de outubro de 2013     | Pittsburgh       | Estados Unidos         | Petersen Events Center     |
| 12 de outubro de 2013     | Boston           | Estados Unidos         | TD Garden                  |
| 15 de outubro de 2013     | Buffalo          | Estados Unidos         | First Niagara Center       |
| 16 de outubro de 2013     | Brooklyn         | Estados Unidos         | Barclays Center            |
| 18 de outubro de 2013     | Filadélfia       | Estados Unidos         | Wells Fargo Center         |
| 19 de outubro de 2013     | Uncasville       | Estados Unidos         | Mohegan Sun Arena          |
| 20 de outubro de 2013     | Newark           | Estados Unidos         | Prudential Center          |
| 22 de outubro de 2013     | Hershey          | Estados Unidos         | Giant Center               |
| 23 de outubro de 2013     | Louisville       | Estados Unidos         | KFC Yum! Center            |
| 25 de outubro de 2013     | Nashville        | Estados Unidos         | Bridgestone Arena          |
| 26 de outubro de 2013     | Atlanta          | Estados Unidos         | Philips Arena              |
| 27 de outubro de 2013     | Charlotte        | Estados Unidos         | Time Warner Cable Arena    |
| 29 de outubro de 2013     | Sunrise          | Estados Unidos         | BB&T Center                |
| 30 de outubro de 2013     | Tampa            | Estados Unidos         | Tampa Bay Times Forum      |
| 1 de novembro de 2013     | San Antonio      | Estados Unidos         | AT&T Center                |
| 2 de novembro de 2013     | Houston          | Estados Unidos         | Toyota Center              |
| 3 de novembro de 2013     | Dallas           | Estados Unidos         | American Airlines Arena    |
| 5 de novembro de 2013     | Phoenix          | Estados Unidos         | US Airways Center          |
| 6 de novembro de 2013     | Los Angeles      | Estados Unidos         | Staples Center             |
| 8 de novembro de 2013     | San Diego        | Estados Unidos         | Valley View Casino Center  |
| 9 de novembro de 2013     | Las Vegas        | Estados Unidos         | Mandalay Bay Events Center |
| 10 de novembro de 2013    | San Jose         | Estados Unidos         | HP Pavilion                |
| 12 de novembro de 2013    | Seattle          | Estados Unidos         | KeyArena                   |
| 14 de novembro de 2013    | Salt Lake City   | Estados Unidos         | Energy Solutions Arena     |
| 16 de novembro de 2013    | Broomfield       | Estados Unidos         | 1stBank Center             |
| 17 de novembro de 2013    | Kansas City      | Estados Unidos         | Sprint Center              |
| 18 de novembro de 2013    | St. Louis        | Estados Unidos         | Chaifetz Arena             |
| 19 de novembro de 2013    | Indianapolis     | Estados Unidos         | Bankers Life Fieldhouse    |
| 21 de novembro de 2013    | Minneapolis      | Estados Unidos         | Target Center              |
| 22 de novembro de 2013    | Rosemont         | Estados Unidos         | Allstate Arena             |
| 23 de novembro de 2013    | Columbus         | Estados Unidos         | Target Center              |
| 26 de novembro de 2013    | Auburn Hills     | Estados Unidos         | The Palace of Auburn Hills |

[A]Este concerto faz parte do "Dubai Music Week"

## Shows Cancelados
| Data                    | Cidade          | País         | Local                                   | Motivo              |
| ----------------------- | --------------- | ------------ | --------------------------------------- | ------------------- |
| 19 de setembro de 2013  | Minsk           | Bielorrússia | Minsk Arena                             | Desconhecido.       |
| 21 de setembro de 2013  | Kiev            | Ucrânia      | Palace of Sports                        | Desconhecido.       |
| 23 de setembro de 2013  | São Petersburgo | Rússia       | Ice Palace                              | Visto Negado.       |
| 25 de setembro de 2013  | Moscou          | Rússia       | Olimpiysky                              | Visto Negado.       |
| 16 de janeiro de 2014   | Tóquio          | Japão        | Zepp                                    | Problemas Pessoais. |
| 17 de janeiro de 2014   | Tóquio          | Japão        | Zepp                                    | Problemas Pessoais. |
| 20 de janeiro de 2014   | Osaka           | Japão        | Namba Hatch                             | Problemas Pessoais. |
| 21 de janeiro de 2014   | Nagoya          | Japão        | Zapp                                    | Problemas Pessoais. |
| 24 de janeiro de 2014   | Xangai          | China        | Qizhong Sports Center Arena             | Problemas Pessoais. |
| 26 de janeiro de 2014   | Kuala Lumpur    | Malásia      | Stadium Merdeka                         | Problemas Pessoais. |
| 29 de janeiro de 2014   | Manila          | Filipinas    | Smart Araneta Coliseum                  | Problemas Pessoais. |
| 1º de fevereiro de 2014 | Perth           | Austrália    | Perth Arena                             | Problemas Pessoais. |
| 4 de fevereiro de 2014  | Adelaide        | Austrália    | Adelaide Entertainment Centre           | Problemas Pessoais. |
| 6 de fevereiro de 2014  | Brisbane        | Austrália    | Brisbane Convention & Exhibition Centre | Problemas Pessoais. |
| 7 de fevereiro de 2014  | Sydney          | Austrália    | Sydney Entertainment Centre             | Problemas Pessoais. |
| 8 de fevereiro de 2014  | Melbourne       | Austrália    | Rod Laver Arena                         | Problemas Pessoais. |
| 21 de fevereiro de 2014 | Singapura       | Singapura    | The Star Performing Arts Centre         | Problemas Pessoais. |

## Arrecadação
| Local                  | Cidade       | Ingressos vendidos / Disponíveis | Lucro    |
| ---------------------- | ------------ | -------------------------------- | -------- |
| Bell Centre            | Montreal     | 19,236 / 19,236 (100%)           | $675,936 |
| KFC Yum! Center        | Louisville   | 16,360 / 16,360 (100%)           | $356,742 |
| Mohegan Sun Arena      | Uncasville   | 17,043 / 17,043 (100%)           | $479,408 |
| Bridgestone Arena      | Nashville    | 16,628 / 17,674 (98%)            | $415,208 |
| Philips Arena          | Atlanta      | 19,173 /19,173 (100%)            | $531,834 |
| Wells Fargo Center     | Philadelphia | 11,905 / 11,905 (100%)           | $683,662 |
| Staples Center         | Los Angeles  | 13,855 / 13,855 (100%)           | $726,246 |
| Air Canada Centre      | Toronto      | 12,668 / 12,668 (100%)           | $845,501 |
| Prudential Center      | New Jersey   | 12,126 / 12,126 (100%)           | $600,324 |
| Target Center          | Minneapolis  | 17,248 / 17,248(100%)            | $420,470 |
| Palace of Auburn Hills | Auburn Hills | 10,240 / 10,240(100%)            | $569,452 |
| Barclays Center        | Brooklyn     | 12,873 / 12,873 (100%)           | $675,636 |